# Michele Lacava
Michele Lacava (Corleto Perticara, 17 marzo 1840 – Torre del Greco, 23 luglio 1896) è stato un chirurgo, storico e patriota italiano.

## Biografia

### Formazione e attività patriottica
Nato dal dottore in utroque jure Giuseppe Domenico e da Brigida Francolino, da giovane studiò lingua italiana, latina e matematica, avendo come tutore lo zio sacerdote Pietro Cantore Lacava. Nel 1856 si trasferì a Napoli, dove studiò lettere nella scuola di Bruto Fabbricatore, filosofia e fisica dal professor Palmieri, chimica sotto i professori Guarini e Cappa, scienze naturali e medicina all'università.

Tra il 1859 e il 1860 fu cooperatore con suo fratello Pietro per l'organizzazione dell’insurrezione lucana contro i Borbone di Napoli per la realizzazione dell'Unità d'Italia. Nei giorni dell'insurrezione rivestì il grado di tenente d'ordinanza sotto il colonnello Camillo Boldoni e fu poi generale  sotto Garibaldi, venendo nominato luogotenente per la "Brigata Corte" e partecipando ai combattimenti avvenuti tra il 2 e il 31 ottobre 1860.

### Professione e attività politica
Si laureò in medicina nel 1861, perfezionandosi in chirurgia l'anno successivo e il 7 giugno di quell'anno, la prima volta che si celebrò la festa nazionale, gli fu affidata la bandiera universitaria. Tornato a Corleto Perticara, Lacava vi esercitò la professione per 12 anni e successivamente entrò nell'amministrazione del Banco di Napoli, rivestendo gli incarichi di cassiere a Potenza, poi di ispettore nella sede di Milano e in quella di Bari, per poi essere direttore della succursale di Potenza; fu poi ispettore della dipendenza di S. Giacomo e Direttore del Tesoro Centrale del Banco.
Ritornato in Basilicata, contribuì alla repressione del brigantaggio. Nel 1866 tornò a prestare servizio militare e combatté contro l'Austria, militando di nuovo sotto il generale Garibaldi, al quale, in quanto medico, medicò le ferite che si era procurato nella battaglia di Monte Suello; avuto il grado di luogotenente medico, installò a Vestone un ospedale, dove curò i feriti italiani e austriaci. 
Finita la guerra, iniziò a dedicarsi all'attività letteraria e nel 1867 pubblicò la sua prima opera, dal titolo Le Nazionalità Europee; successivamente scrisse vari articoli circa l'igiene dei contadini lucani sul giornale scientifico Lucania Medica. Frutto di questo impegno politico-istituzionale fu, nel 1890, la celebre Cronistoria documentata dell'insurrezione di Basilicata del 1860, un imponente volume che raccoglie una grande quantità di documenti circa la rivoluzione a cui lo stesso Lacava prese parte. Nel 1891 pubblicò una monografia sulla figura di Mario Pagano, in occasione dell'erezione di un monumento a lui dedicato a Brienza. 
Nel 1874 divenne consigliere provinciale del mandamento di Calvello e per i successivi vent'anni fece parte del consiglio provinciale di Basilicata, promuovendo il ripristino del nome Lucania, contestato da Giacomo Racioppi, oltre a portare all'attenzione pubblica le diverse problematiche che affliggevano la Basilicata, pubblicando molti opuscoli riguardanti la viabilità, la sanità, le opere pie e lo stato delle ferrovie.
Nel 1876 venne nominato ispettore degli scavi di Metaponto e, in questa occasione, promosse il restauro del tempio di Minerva e tentò invano di creare un museo a Potenza per raccogliere tutti i reperti rinvenuti, che finirono a Napoli. Il Lacava intraprese, inoltre, studi anche su altre antichità lucane, rinvenendo numerose antiche città italiche sui monti della regione e dei territori limitrofi: tra tutte, si ricorda, nel 1891, la definitiva localizzazione di Blanda Julia nella campagna di Tortora, in provincia di Cosenza.
Nel 1880 accompagnò il francese François Lenormant nella sua escursione archeologica nell'Italia meridionale e dal 1885 al 1886 fu direttore di Lucania Letteraria.
Michele Lacava morì nel 1896 a Torre del Greco, lasciando incompiuta la sua ultima opera, dedicata al fenomeno del brigantaggio. I solenni funerali si tennero a Corleto Perticara il 24 agosto.

## Opere

### Storiche e politiche
Dopo aver iniziato con Le nazionalità europee ossia Reparto dell'Europa secondo il principio di nazionalità (1867), Lacava si dedicò alla storia locale con due opere legate all'araldica lucana, ossia Gli stemmi della provincia e comuni di Basilicata (1884) e L'album offerto dalla provincia di Basilicata alle ill. maestà il re e la regina d'Italia  (1884).

Legate alle rivendicazioni politiche del notabilato lucano sono la Cronistoria documentata della rivoluzione in Basilicata del 1860 e delle cospirazioni che la precedettero (1890), Nuova luce sullo sbarco di Sapri (1893), La Basilicata nella istoria del Risorgimento nazionale (1895).
Di tipo prettamente politico sono In morte del sacerdote Cantor Pietro Lacava di Corleto Perticara (1885), Le cooperative lucane al Congresso delle Banche Popolari in Bari: 28 ottobre 1888 (1888), La viabilità della provincia di Basilicata  (1890), Le condizioni igienico-sanitarie della provincia di Basilicata (1896)
e Commemorazioni e discorsi (postumo, 1900).
Legate all'attività di ricercatore del Lacava sono Mario Pagano  (1889), Luigi Ferrarese e le sue opere (1890), I Bagni di Latronico, con l'analisi delle acque eseguita dal dott. Gosio. Idro-orografia della provincia di Basilicata (1891), Commemorazione del dottore Luigi Amabile letta all'Accademia Pontaniana  (1894), Per l'inaugurazione a Mario Pagano in Brienza (1891).

### Opere archeologiche
Scaturite dall'intensa attività archeologica del Lacava furono Numistrone e sue vicinanze  (1890), Sito dell'antica Siri, degli avanzi delle sue terme di Cersosimo Vetere  (1890), Topografia e storia di Metaponto (1891), Del sito di Blanda, Lao e Tebe lucana (1891), Istoria di Atena Lucana (1893), Le mura megalitiche di Atena Lucana in relazione colla prisca popolazione italica (1893), Età preistorica nell'antica Lucania: memoria (1894).

### La difesa del toponimoLucania
(G. N. Molfese, Memorie storiche di Basilicata, Roma 1980, p. 7)
Nell'ambito di consigliere provinciale di Basilicata (dal 1874 al 1894) il Lacava tentò di ripristinare il nome Lucania alla regione. Nel primo anno di servizio quasi riuscì a far approvare la mozione, ma trovò l'opposizione dello storico Giacomo Racioppi, che con lo pseudonimo Homunculus pubblicò un opuscolo dal titolo Paralipomeni per la difesa del nome Basilicata che difendeva il nome tuttora ufficiale.
Nello stesso 1874 Lacava ritentò pubblicando l'opera La Lucania rivendicata nel suo nome, a cui seguì una nuova pubblicazione del Racioppi. Lacava fece seguire, nel 1876, le Citazioni storiche, e documenti raccolti in difesa del nome di Lucania; ma senza risultato.